# 聖瑪利亞主教座堂 (阿伯丁)
聖瑪利亞主教座堂（英語：St Mary's Cathedral）是位於蘇格蘭城市阿伯丁的一座羅馬天主教教堂。教堂的設計者是Alexander Ellis，在1860年開始使用。尖塔和大鐘追加於1876年至1877年期間。

## 外部連結
- Cathedral website （页面存档备份，存于）